# Mopsea tenuis
Mopsea tenuis is een zachte koraalsoort uit de familie Isididae. De koraalsoort komt uit het geslacht Mopsea. Mopsea tenuis werd in 1931 voor het eerst wetenschappelijk beschreven door Thomson & Rennet. 